# 穿金路站
穿金路站是一个位于中华人民共和国云南省昆明市盘龙区东华街道新兴巷与穿金路交叉口东侧地下，属于昆明地铁5号线的地铁车站，2022年6月29日启用。

## 车站结构
本站为地下一层双跨岛式车站。
| 地面层 站厅层   | 出入口 站厅               | 出入口、票务服务、自动售票机、安检、进出站闸机 |
| 地下一层 站台层 |                           | █ 5号线往世博园（石闸）                        |
| 地下一层 站台层 | 岛式站台，左侧開门        |                                                |
| 地下一层 站台层 | █ 5号线往宝丰（火车北站） |                                                |

## 出入口
本站设有3个出口：
|                       | 编号                     | 地点             | 建议前往的目的地 | 照片 |
| 出口 · A              | 新兴路、环城北路、多寿巷 | 霖岚广场A座      |                  |      |
| 出口 · B · 升降机标志 | 穿金路、长寿路、联盟路   | 盘龙区春苗幼儿园 |                  |      |
| 出口 · C              | 新兴巷、穿金路           | 北苑小区         |                  |      |
| 註： 設有             |                          |                  |                  |      |